# Landevieille
Landevieille är en kommun i departementet Vendée i regionen Pays de la Loire i västra Frankrike. Kommunen ligger i kantonen Saint-Gilles-Croix-de-Vie som tillhör arrondissementet Les Sables-d'Olonne. År 2022 hade Landevieille 1 512 invånare.

## Befolkningsutveckling
Antalet invånare i kommunen Landevieille
| Referens: INSEE |